# Senecio congestus
Senecio congestus là một loài thực vật có hoa trong họ Cúc. Loài này được (R.Br.) DC. miêu tả khoa học đầu tiên năm 1838.